# فوجینامی تاتسومی
فوجینامی تاتسومی (انگلیسی: Tatsumi Fujinami؛ زادهٔ ۲۸ دسامبر ۱۹۵۳) یک کشتی‌گیر کشتی حرفه‌ای اهل ژاپن است.